# Purpuricenus wieneckii
Purpuricenus wieneckii là một loài bọ cánh cứng trong họ Cerambycidae.